# 奥尔瑟蒙
奥尔瑟蒙（法語：Orcemont，法語發音：[ɔʁsəmɔ̃]）是法国伊夫林省的一个市镇，属于朗布依埃区。

## 地理
奥尔瑟蒙（48°35'17"N, 1°48'38"E）面积10.49 平方千米，位于法国法蘭西島大區伊夫林省，该省份为法国北部内陆省份，北起瓦兹河谷省，西接厄尔省，西南接厄尔-卢瓦省，东南接埃松省，东临上塞纳省。
与奥尔瑟蒙接壤的市镇（或旧市镇、城区）包括：加兹朗、奥尔凡、伊夫林地区普吕奈、朗布依埃、松尚。

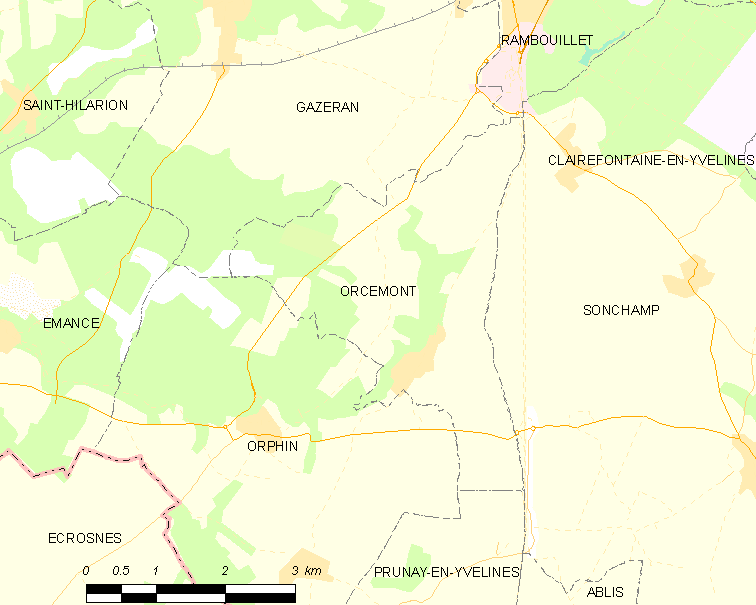
奥尔瑟蒙的OSM定位图

奥尔瑟蒙的时区为UTC+01:00、UTC+02:00（夏令时）。

## 行政
奥尔瑟蒙的邮政编码为78125，INSEE市镇编码为78464。

## 政治
奥尔瑟蒙所属的省级选区为朗布依埃县。

## 人口

1962-2008年间奥尔瑟蒙人口变化图示

奥尔瑟蒙于2022年1月1日时的人口数量为983人。